# Rok Drakšič
Rok Drakšič (Griže, 2 de enero de 1987) es un deportista esloveno que compite en judo.
En los Juegos Europeos de Bakú 2015 consiguió una medalla de bronce en la categoría de –73 kg. Ganó 6 medallas en el Campeonato Europeo de Judo entre los años 2010 y 2016.

## Palmarés internacional
| Juegos Europeos    | Juegos Europeos       | Juegos Europeos   | Juegos Europeos |
| Año                | Lugar                 | Medalla           | Categoría       |
| ------------------ | --------------------- | ----------------- | --------------- |
| 2015               | Bakú (Azerbaiyán)     | Medalla de bronce | –73 kg          |
| Campeonato Europeo |                       |                   |                 |
| Año                | Lugar                 | Medalla           | Categoría       |
| 2010               | Viena (Austria)       | Medalla de bronce | –66 kg          |
| 2012               | Cheliábinsk (Rusia)   | Medalla de bronce | –66 kg          |
| 2013               | Budapest (Hungría)    | Medalla de oro    | –73 kg          |
| 2014               | Montpellier (Francia) | Medalla de bronce | –73 kg          |
| 2015               | Bakú (Azerbaiyán)     | Medalla de bronce | –73 kg          |
| 2016               | Kazán (Rusia)         | Medalla de bronce | –73 kg          |